# Trochosa aperta
Trochosa aperta är en spindelart som först beskrevs av Roewer 1960.  Trochosa aperta ingår i släktet Trochosa och familjen vargspindlar.
Artens utbredningsområde är Namibia. Inga underarter finns listade i Catalogue of Life.